# Megachile lucidifrons
Megachile lucidifrons là một loài Hymenoptera trong họ Megachilidae. Loài này được Ferton mô tả khoa học năm 1905.